# Nathan Ribeiro
Nathan Otávio Ribeiro (Toledo, 2 giugno 1990) è un ex calciatore brasiliano naturalizzato qatariota, di ruolo difensore.

## Carriera
Difensore centrale, ha sempre giocato nell'Al-Rayyan. Ha esordito con questa maglia il 17 febbraio 2012 nella partita Al-Rayyan-Al-Arabi (3-0).
Segna il suo primo gol nel campionato qatariota l'11 marzo 2012 in Al-Gharafa-Al-Rayyan 1-5 (gol dell'1-4).
Il 1º dicembre 2012 realizza il suo secondo gol nel campionato qatariota, nella partita Al-Wakrah-Al-Rayyan 1-3 (Nathan ha segnato la rete del provvisorio 0-3 per l'Al-Rayyan, l'Al-Wakrah ha poi accorciato le distanze con la rete di Ali Rehema).